# بایزیدوو (شهرستان میاکینسکی، باشقیرستان)
بایزیدوو (انگلیسی: Bayazitovo, Miyakinsky District, Republic of Bashkortostan) یک شهرک در شهرستان میاکینسکی استان باشقیرستان کشور روسیه است.